# World Organization of the Scout Movement
World Organization of the Scout Movement (WOSM) är en NGO-organisation där en majoriteten av de nationella scoutorganisationerna är medlemmar. WOSM har 60 miljoner medlemmar och grundades 1920 som världsorganisation för pojkscoutrörelsen, men välkomnar i dag medlemmar oavsett kön. WOSM har sitt säte i Genève i Schweiz och Världsscoutbyrån har sitt globala supportcenter i Kuala Lumpur i Malaysia, där generalsekreteraren är baserad. Organisationen är partner till World Association of Girl Guides and Girl Scouts (WAGGGS), den ursprungliga världsorganisationen för flickscouting.
WOSM:s uttalade mål är att bidra till unga människors utbildning genom ett värdebaserat system grundat på Scoutlöftet och Scoutlagen. På så vis vill WOSM bidra till en bättre värld där människan, som individ, kan inta en konstruktiv roll i samhället. WOSM är indelat i olika regioner som samordnas genom en gemensam konferens, kommitté och byrå.

## Världskonferensen
Scouternas världskonferens är det högsta beslutande organet inom WOSM. Konferensen hålls vart tredje år. Världsscoutkonferensen är en allmän sammankomst för scouting och består av sex delegater från varje medlemsorganisation. Om ett land har mer än en förening bildar föreningarna en federation för samordning och världsrepresentation. De grundläggande kraven för erkännande och medlemskap i Världsscoutkonferensen är att föreningen förbinder sig till WOSM:s mål och principer samt att den är politiskt obunden.
Under Världsscoutkonferensen enas de nationella föreningarna om gemensamma satsningar och grundläggande samordning länderna emellan. Den senaste konferensen hölls 2024 i Kairo i Egypten och nästa konferens kommer att hållas i London i Storbritannien 2027.

## Världsscoutkommittén
Världsscoutkommittén är Världsscoutkonferensens verkställande organ och består av utsedda frivilliga. Världsscoutkommittén representerar Världsscoutkonferensen mellan mötena som hålls vart tredje år. Medlemmarna väljs utan avseende på deras nationalitet. I Världsscoutkommittén ingår även ett antal icke-röstande medlemmar: ordförande för de sex regionerna, en representant från Världsscoutfonden och sex Youth Advisors. Världsscoutkommitténs styrgrupp leder kommitténs arbete och består av ordföranden, de två vice ordföranden, och generalsekreteraren.

### Nuvarande medlemmar av världskommittén
| Namn                                  | Land                                            | Vald till |
| ------------------------------------- | ----------------------------------------------- | --------- |
| Daniël Corsen                         | Ordförande, Curaçao                             | 2027      |
| Mori Chi-Kin Cheng                    | Vice ordförande, Hong Kong                      | 2027      |
| Julius Kramer                         | Vice ordförande, Sverige                        | 2027      |
| Victor Atipagah                       | Ghana                                           | 2027      |
| Elise Drouet                          | Frankrike                                       | 2027      |
| Callum Kaye                           | Storbritannien                                  | 2027      |
| Steve Kent                            | Kanada                                          | 2027      |
| Nour Elhouda Mahmoudi                 | Algeriet                                        | 2027      |
| Martin Meier                          | Liechtenstein                                   | 2027      |
| Mohammad Omar (MO)                    | Egypten                                         | 2027      |
| Christine “Chrissy” Pollithy          | Tyskland                                        | 2027      |
| Sahali Marie-Louise Charlotte Ycossie | Elfenbenskusten                                 | 2027      |
| Rubem Tadeu Cordeiro Perlingeiro      | Ex-Officio Member - ordförande, Interamerican   |           |
| Matthias Gerth                        | Ex-Officio Member - ordförande, Europa          |           |
| Abdullah Mohammad Al - Turaiji        | Ex-Officio Member - ordförande, Arabregionen    |           |
| Maina Kiranga                         | Ex-Officio Member - ordförande, Afrika          |           |
| Dale B Corvera                        | Ex-Officio Member - ordförande, Asia-Pacific    |           |
| Hong Leng Chay                        | Ex-Officio Member - kassör                      |           |
| David Berg                            | Ex-Officio Member - TF Generalsekreterare, WOSM |           |
| Jennifer Hancock                      | Ex-Officio Member - World Scout Foundation      |           |

### Svenskar som varit medlemmar av världskommittén
[redigera | redigera wikitext]
| Namn             | Vald | Vald till |
| ---------------- | ---- | --------- |
| Ebbe Lieberath   | 1922 | 1937      |
| Folke Bernadotte | 1947 | 1948      |
| Sten Thiel       | 1948 | 1953      |
| Bengt Junker     | 1955 | 1961      |
| Sten Khyle       | 1969 | 1973      |
| Bertil Tunje     | 1985 | 1996      |
| Julius Kramer    | 2024 |           |

### Bronsvargen
Bronsvargen är den enda hedersbevisning som utdelas av WOSM. Den tilldelas av Världsscoutkommittén för extraordinära tjänster för världsscouting. Den tilldelades första gången Robert Baden-Powell av en enhällig, dåvarande Internationella kommittén, vid Bronsvargens instiftande i Stockholm 1935.

### Svenskar som har tilldelats Bronsvargen
| Namn              | år   |
| ----------------- | ---- |
| Sten Thiel        | 1953 |
| Erik Ende         | 1977 |
| Sven H. Bauer     | 1978 |
| Carl XVI Gustaf   | 1982 |
| Marcus Wallenberg | 1982 |
| Arne Lundberg     | 1988 |
| Sven Erik Ragnar  | 1993 |
| Bertil Tunje      | 1996 |
| Göran Hägerdal    | 2020 |
| Fredrik Gottlieb  | 2023 |

## Världsscoutbyrån
.
Världsscoutbyrån  är det sekretariat som fullföljer Världsscoutkonferensens och Världsscoutkommitténs direktiv. Världsscoutbyrån administreras av generalsekreteraren, med hjälp av en stab av resurspersonal. Byråns personal hjälper föreningar att förbättra och bredda sin scouting genom att träna upp professionella och frivilliga, inrätta finanspolicyer och inkomsthöjande tekniker, förbättra gemensamma byggnader och procedurer och assisterar med att få ordning på de nationella scoutresurserna. 
Personalen hjälper även till att arrangera globala tillställningar såsom Jamboreer, World Scout Moot, Konferenser och uppmuntra regionala evenemang, och agerar som en länk mellan scoutrörelsen och andra internationella organisationer. 
Världsscoutbyrån har sitt huvudkontor i Kuala Lumpur, Malaysia och har fem regionala kanslier fördelad över världen: 
     Europeiska scoutregionen: Genève, Schweiz och Bryssel, Belgien
     Arabiska scoutregionen: Kairo, Egypten
     Afrikanska scoutregionen: Nairobi Kenya
     Stillahavs-asiatiska scoutregionen: Makati Filippinerna
     Amerikanska scoutregionen: Panama City, Panama

World Organization of the Scout Movement samarbetar med Kandersteg International Scout Centre i Kandersteg i Schweiz som drivs av ett separat företag utan vinstintresse. Världsscoutsjamboreer hålls ungefär var fjärde år med stöd från WOSM och till dessa inbjuds även medlemmar i WAGGGS. WOSM organiserar även World Scout Moot, en jamboree för scouter mellan 18 och 26 år, samt World Scout Indaba, en samling för ledarscouter. Världscoutsfonden är en fond som styrs av en separat styrelse och finansieras genom donationer för utveckling av scoutprogram i världen.
WOSM är en fristående organisation som representerar scoutrörelsen vid FN.
Både WOSM och WAGGGS har allmän konsultativ status hos FN:s ekonomiska och sociala råd.

## Världscentrum
WOSM förestår ett världscentrum, vid vilket man erbjuder aktiviteter, logi och utbildning för scouter och ledare. Detta centrum är:
- Kandersteg International Scout Centre, i Kandersteg i Schweiz, öppnat 1923.